# Prescrire (revue)
Pour les articles homonymes, voir Prescrire.
Prescrire est une revue médicale mensuelle indépendante publiée en France, qui traite de l'actualité des maladies, des médicaments et des techniques et technologies médicales.

## Description
Prescrire est une revue indépendante qui diffuse depuis les années 1980 des informations sur les médicaments en s'appuyant sur le travail collaboratif de médecins, de pharmaciens et de spécialistes du médicament. Elle est réputée pour son indépendance vis-à-vis des laboratoires pharmaceutiques, mais aussi du ministère de la Santé, de l'Assurance maladie ou des agences du médicament. Elle dénonce régulièrement des traitements sans effet voire dangereux, ou dont la balance bénéfices/risques est défavorable. Elle a ainsi été parmi les premières à mettre en garde contre la dangerosité du Mediator et a joué un rôle dans l'action de lanceur d'alerte du docteur Irène Frachon dans ce dossier,,.
Elle publie depuis  février 2013 une liste de « médicaments à écarter », médicaments dont les avantages thérapeutiques ne compensent pas les risques qu'ils représentent,.
Elle destine ses informations aux professionnels de la santé (médecins, pharmaciens, etc.), et non pas au grand public, même si le « but final est que les patients soient mieux soignés ».
Prescrire est la propriété de l'Association Mieux Prescrire, une association à but non lucratif dont la direction est élue par une assemblée réunissant notamment des représentants de ses rédacteurs et de ses lecteurs. Elle ne contient pas de publicité, afin de se prémunir contre des pressions des laboratoires pharmaceutiques : ces derniers ne peuvent ainsi jouer de leur rôle d'annonceur pour obtenir une quelconque mansuétude de la revue vis-à-vis de leurs produits. Elle est financée intégralement par les abonnements et la vente de différentes formations destinées au personnel soignant. Par ailleurs, les rédacteurs de la revue signent chaque année une déclaration d’absence de conflits d'intérêts avec les laboratoires pharmaceutiques et une charte où ils s'engagent à ne prendre en compte que l'intérêt supérieur des patients.
Prescrire compte environ 24 700 abonnés en 2023.
Prescrire fait partie de l'International Society of Drug Bulletins, et est un membre fondateur en 1986 de ce réseau mondial de bulletins thérapeutiques indépendants, soutenu par l'OMS.
Avant la publication, chaque article suit un processus collectif de rédaction,,. Lors de la phase de documentation Prescrire demande, par exemple, aux laboratoires pharmaceutiques « les comptes rendus de tous les essais cliniques ». Puis l'article créé est relu par dix à trente-cinq personnes ce qui prend au minimum trois mois. « Les articles de synthèse peuvent prendre entre un an et demi et deux ans ».
La revue publie également des synthèses standardisées appelées « L'essentiel sur les soins de premier choix ». Elles sont destinées aux professionnels de santé et les aident à faire face à diverses situations cliniques fréquentes,. Ceux-ci peuvent également transmettre à leurs patients des fiches « Infos-Patients Prescrire ».
Prescrire publie aussi une édition internationale en anglais, intitulée Prescrire International. Elle organise des programmes de formation continue destinés aux professionnels de santé et des « Rencontres internationales » tous les deux ans.
Depuis janvier 2018, Prescrire publie aussi une édition pour les infirmiers, intitulée Compétence 4 : pratique infirmière et médicaments.

## Palmarès et prix annuels
Prescrire dévoile chaque année plusieurs palmarès :

### Pilule d'Or et Prix Prescrire
Depuis 1981, « La Pilule d'Or [...] récompense des médicaments qui constituent un progrès thérapeutique décisif dans un domaine où patients et soignants étaient totalement démunis a été attribuée seulement 15 fois en 38 ans. »,,,,,,.
Le « Prix Prescrire » récompense des ouvrages médicaux ou pharmaceutiques notables depuis 1989,.

### Liste de médicaments à écarter
Depuis février 2013, Prescrire publie un bilan « des médicaments à écarter pour mieux soigner »,,. Ce bilan est souvent repris dans la presse sous l'appellation de « liste noire des médicaments de la revue Prescrire »,,. Début 2019, cette liste recense 93 médicaments « dont la balance bénéfices-risques est défavorable dans toutes les situations cliniques pour lesquelles ils sont autorisés ». La liste de « médicaments à écarter » pour l'année 2023, comprend  107 médicaments dont 88 sont commercialisés en France. Selon la revue, les médicaments ont été inscrits dans cette liste quand « les effets indésirables auxquels ils exposent sont disproportionnés par rapport à leur faible efficacité ou à la bénignité de la situation clinique dans laquelle ils sont autorisés ». Cette liste comprend des médicaments couramment utilisés comme le Smecta ou le sirop Vicks.
Beaucoup de ces médicaments sont en vente libre sans ordonnance en pharmacie.
| Composant chimique                               | Champ médical concerné | Nom commercial                                                         |
| Acéclofénac                                      | Rhumatologie           | Cartrex ou autre                                                       |
| Acide obéticholique                              | Gastroentérologie      | Ocaliva                                                                |
| Agomélatine                                      | Psychiatrie dépendance | Valdoxan ou autre                                                      |
| Alemtuzumab                                      | Neurologie             | Lemtrada                                                               |
| Aliskirène                                       | Cardiologie            | Rasilez                                                                |
| Alogliptine                                      | Diabétologie           | Vipidia° et associée avec la metformine dans Vipdomet                  |
| Alpha-amylase                                    | ORL                    | Maxilase                                                               |
| Ambroxol                                         | Pneumologie            | Muxol                                                                  |
| Attapulgite                                      | Gastroentérologie      | Actapulgite ou en association dans Gastroentérologiepulgite            |
| Bézafibrate                                      | Cardiologie            | Befizal                                                                |
| Bromhexine                                       | Pneumologie            | Bisolvon                                                               |
| Bupropione                                       | Sevrage tabagique      | Zyban                                                                  |
| Bupropione + naltrexone                          | Diabétologie           | Mysimba                                                                |
| Capsaïcine en patchs                             | Rhumatologie           | Qutenza                                                                |
| Célécoxib                                        | Rhumatologie           | Celebrex ou autre                                                      |
| Ciclosporine en collyre                          | Ophtalmologie          | Ikervis                                                                |
| Ciprofibrate                                     | Cardiologie            | Lipanor ou autre                                                       |
| Citalopram                                       | Psychiatrie dépendance | Seropram ou autre                                                      |
| Colchicine + poudre d'opium + tiémonium          | Rhumatologie           | Colchimax                                                              |
| Dapoxétine                                       | Psychiatrie dépendance | Priligy                                                                |
| Défibrotide                                      | Cancérologie           | Defitelio                                                              |
| Denosumab dosé à 60 mg                           | Rhumatologie           | Prolia                                                                 |
| Diacéréine                                       | Rhumatologie           | Art 50 ou autre                                                        |
| Diclofénac                                       | Rhumatologie           | Voltarène ou autre                                                     |
| Diosmectite                                      | Gastroentérologie      | Smecta ou autre                                                        |
| Dompéridone                                      | Gastroentérologie      | Motilium ou autre                                                      |
| Donépézil                                        | Neurologie             | Aricept ou autre                                                       |
| Dronédarone                                      | Cardiologie            | Multaq                                                                 |
| Dropéridol                                       | Gastroentérologie      | Droleptan ou autre                                                     |
| Duloxétine                                       | Psychiatrie dépendance | Cymbalta ou autre                                                      |
| Escitalopram                                     | Psychiatrie dépendance | Seroplex ou autre                                                      |
| Estrogènes conjugués équins + bazédoxifène       | Gynécologie            | Duavive                                                                |
| Eskétamine en solution pour pulvérisation nasale | Psychiatrie            | Spravato                                                               |
| Étifoxine                                        | Psychiatrie dépendance | Stresam                                                                |
| Étoricoxib                                       | Rhumatologie           | Arcoxia ou autre                                                       |
| Fenfluramine                                     | Neurologie             | Fintepla                                                               |
| Fénofibrate                                      | Cardiologie            | Lipanthyl ou autre                                                     |
| Finastéride 1 mg                                 | Dermatologie           | Propecia                                                               |
| Flunarizine                                      | Neurologie             | Sibelium                                                               |
| Galantamine                                      | Neurologie             | Reminyl ou autre                                                       |
| Ginkgo biloba                                    | Neurologie             | Tanakan ou autre                                                       |
| Glucosamine                                      | Rhumatologie           | Voltaflex ou autre                                                     |
| Hydrotalcite                                     | Gastroentérologie      | Rennieliquo                                                            |
| Ivabradine                                       | Cardiologie            | Procoralan ou autre                                                    |
| Kaolin                                           | Gastroentérologie      | en association dans Gastroentérologiepax et Neutroses                  |
| Kétoprofène en gel                               | Rhumatologie           | Ketum gel ou autre                                                     |
| Linagliptine                                     | Diabétologie           | Trajenta et associée avec la metformine dans Jentadueto                |
| Mannitol inhalé                                  | Pneumologie            | Bronchitol                                                             |
| Méloxicam                                        | Rhumatologie           | Mobic                                                                  |
| Mémantine                                        | Neurologie             | Ebixa ou autre                                                         |
| Méphénésine par voie orale                       | Rhumatologie           | Décontractyl et pommade à base de méphénésine                          |
| Méquitazine                                      | Dermatologie           | Primalan                                                               |
| Méthocarbamol                                    | Rhumatologie           | Lumirelax                                                              |
| Métopimazine                                     | Gastroentérologie      | Vogalène Vogalib                                                       |
| Mifamurtide                                      | Cancérologie           | Mepact                                                                 |
| Milnacipran                                      | Psychiatrie dépendance | Ixel ou autre                                                          |
| Montmorillonite beidellitique alias monmectite   | Gastroentérologie      | Bedelix et en association dans Gelox                                   |
| Moxifloxacine                                    | Infectiologie          | Izilox ou autre                                                        |
| Naftidrofuryl                                    | Neurologie             | Praxilène ou autre                                                     |
| Natalizumab                                      | Neurologie             | Tysabri                                                                |
| Nicorandil                                       | Cardiologie            | Ikorel ou autre                                                        |
| Nifuroxazide                                     | Gastroentérologie      | Panfurex ou autre                                                      |
| Nintédanib                                       | Cancérologie           | Vargatef - Ofev                                                        |
| Olmésartan                                       | Cardiologie            | Alteis Olmetec Axeler Sevikar                                          |
| Opium                                            | Gastro-entérologie     | Dropizal                                                               |
| Orlistat                                         | Diabétologie           | Xenical ou autre                                                       |
| Oxétorone                                        | Neurologie             | Nocertone                                                              |
| Oxomémazine                                      | Pneumologie            | Toplexil                                                               |
| Panobinostat                                     | Cancérologie           | Farydak                                                                |
| Parécoxib                                        | Rhumatologie           | Dynastat                                                               |
| Pentosane polysulfate oral                       | Urologie               | Elmiron                                                                |
| Pentoxyvérine                                    | Pneumologie            | Pentoxyvérine Clarix 0,15 %                                            |
| Pholcodine                                       | Pneumologie            | Plus commercialisée en France depuis septembre 2022                    |
| Pimécrolimus dermique                            | Dermatologie           | Elidel                                                                 |
| Pioglitazone                                     | Diabétologie           | Actos                                                                  |
| Piracétam                                        | Neurologie             | Nootropyl                                                              |
| Piroxicam par voie générale                      | Rhumatologie           | Feldène ou autre                                                       |
| Prednisolone+ salicylate de dipropylène glycol   | Rhumatologie           | Cortisal                                                               |
| Prométhazine injectable                          | Dermatologie           | Phénergan                                                              |
| Protéines d'arachide                             | Allergologie           | Palforzia                                                              |
| Prucalopride                                     | Gastro-entérologie     | Resolor                                                                |
| Quinine pour les crampes                         | Rhumatologie           | Hexaquine Okimus                                                       |
| Ranolazine                                       | Cardiologie            | Ranexa                                                                 |
| Rivastigmine                                     | Neurologie             | Exelon ou autre                                                        |
| Roflumilast                                      | Pneumologie            | Daxas                                                                  |
| Romosozumab                                      | Rhumatologie           | Evenity                                                                |
| Roxadustat                                       | Hématologie            | Evrenzo                                                                |
| Saxagliptine                                     | Diabétologie           | Onglyza et associée avec la metformine dans Komboglyze                 |
| Sitagliptine                                     | Diabétologie           | Januvia, Xelevia et associée avec la metformine dans Janumet, Velmetia |
| Tacrolimus dermique                              | Dermatologie           | Protopic                                                               |
| Ténoxicam                                        | Rhumatologie           | Tilcotil                                                               |
| Thiocolchicoside                                 | Rhumatologie           | Miorel ou autre                                                        |
| Tianeptine                                       | Psychiatrie dépendance | Stablon ou autre                                                       |
| Tibolone                                         | Gynécologie            | Livial ou autre                                                        |
| Tixocortol en pulvérisation buccale              | ORL                    | Rhinadvil maux de gorge                                                |
| Tolcapone                                        | Neurologie             | Tasmar                                                                 |
| Trabectédine                                     | Cancérologie           | Yondelis                                                               |
| Trimétazidine                                    | Cardiologie            | Vastarel ou autre                                                      |
| Trinitrate de glycéryle pommade à 0,4 %          | Gastroentérologie      | Rectogésic                                                             |
| Ulipristal à 5 mg                                | Gynécologie            | Esmya                                                                  |
| Vandétanib                                       | Cancérologie           | Caprelsa                                                               |
| Venlafaxine                                      | Psychiatrie dépendance | Effexor LP ou autre                                                    |
| Vernakalant                                      | Cardiologie            | Brinavess                                                              |
| Vildagliptine                                    | Diabétologie           | Galvus et associée avec la metformine dans Eucreas                     |
| Vinflunine                                       | Cancérologie           | Javlor                                                                 |

### Liste de médicaments primés
Les vaccins de Pfizer et de Moderna contre la covid-19 sont les deux derniers médicaments à avoir été primés.

### Palmarès du conditionnement de médicaments et efforts de transparence documentaire des firmes pharmaceutiques
Sont décernés, par ailleurs, un palmarès du conditionnement de médicaments avec l'attribution de palmes, de cartons jaunes ou rouges ; ainsi qu'un palmarès de l'information qui récompense les efforts de transparence documentaire des firmes pharmaceutiques envers Prescrire  (« Firmes à l'honneur » et « Lanternes rouges »),.

## Histoire
Gilles Bardelay, médecin généraliste lance en 1975 avec son épouse Danielle, pharmacienne, la revue Pratiques, les cahiers de la médecine utopique, dans laquelle sont épluchés tous les nouveaux médicaments mis sur le marché,. Reprenant l'idée de celle-ci, la revue Prescrire naît en janvier 1981. Elle est fondée par un groupe de pharmaciens et de médecins (Pierre Ageorges, Pierre Simon, Gilles Bardelay et Patrick Nochy) grâce à des subventions du ministère de la Santé. De 1981 à 1986, elles s'élèvent à 2 160 000 francs (329 290 euros) par an ; puis elles baissent les années suivantes pour s'arrêter en 1993. Depuis, la revue est financée par les cotisations de ses abonnés (en 2010 la cotisation de 270 euros est versée chaque année par 29 000 abonnés) ainsi que par des formations.
Avec un article de décembre 1997, Prescrire est la première publication à demander le retrait du Mediator,, contre lequel elle avait déjà émis de nombreuses réserves (en 1986 et 1990 ; puis en 2003 et 2005,,,).
Le 2 mars 2011, Prescrire gagne un procès, le premier de son histoire, contre le laboratoire Astellas Pharma,.
En mars 2020, et en attente des résultats des essais cliniques en cours, la revue se montre très réservée sur l'utilisation de l'hydroxychloroquine, seule ou en association, pour lutter contre la Covid-19, expliquant que l'hydroxychloroquine pourrait même avoir des effets contraires sur la Covid-19 comme le laissent penser les résultats d'une étude chinoise publiée début mars : « Cette donnée peut être interprétée comme un signal de risque d'aggravation du covid-19 par l'hydroxychloroquine, utilisée par ailleurs comme immunodépresseur faible dans certaines affections auto-immunes ». Prescrire signale en outre « les limites de la PCR sur prélèvement de gorge » et le fait « qu'elle devient le plus souvent rapidement négative chez les patients atteints de covid-19, y compris en l'absence d'hydroxychloroquine » et que « ce critère semble donc peu pertinent pour évaluer l'intérêt clinique des traitements ».

## Critique

### Cas de la dompéridone
Selon le professeur Bernard Bégaud, directeur d'une unité de recherche en pharmaco-épidémiologie : « Prescrire justifie sa position par une étude présentée comme scientifique. Elle estime un nombre de décès d'origine cardiaque liés au Motilium à partir d'un risque mesuré à l'étranger et appliqué à la population française. Or, la dose utilisée et la durée du traitement peuvent être très différents. Il faut au minimum mettre un bémol. » L’Agence française du médicament (ANSM) a également émis des réserves, et deux études scientifiques semblent confirmer les critiques de Prescrire,,,,.

## Activités de lobbying

### En Europe
Prescrire / l'Association Mieux Prescrire est inscrit depuis 2013 au registre de transparence des représentants d'intérêts auprès de la Commission européenne. Il déclare en 2024 pour cette activité 1 collaborateur à temps plein. Les coûts annuels liés aux activités couvertes par le registre ne sont pas précisés.

### France
Prescrire / l'Association Mieux Prescrire n'a déclaré aucune activité de lobbying en France auprès de la Haute Autorité pour la transparence de la vie publique.